# Hector Archibald MacDonald

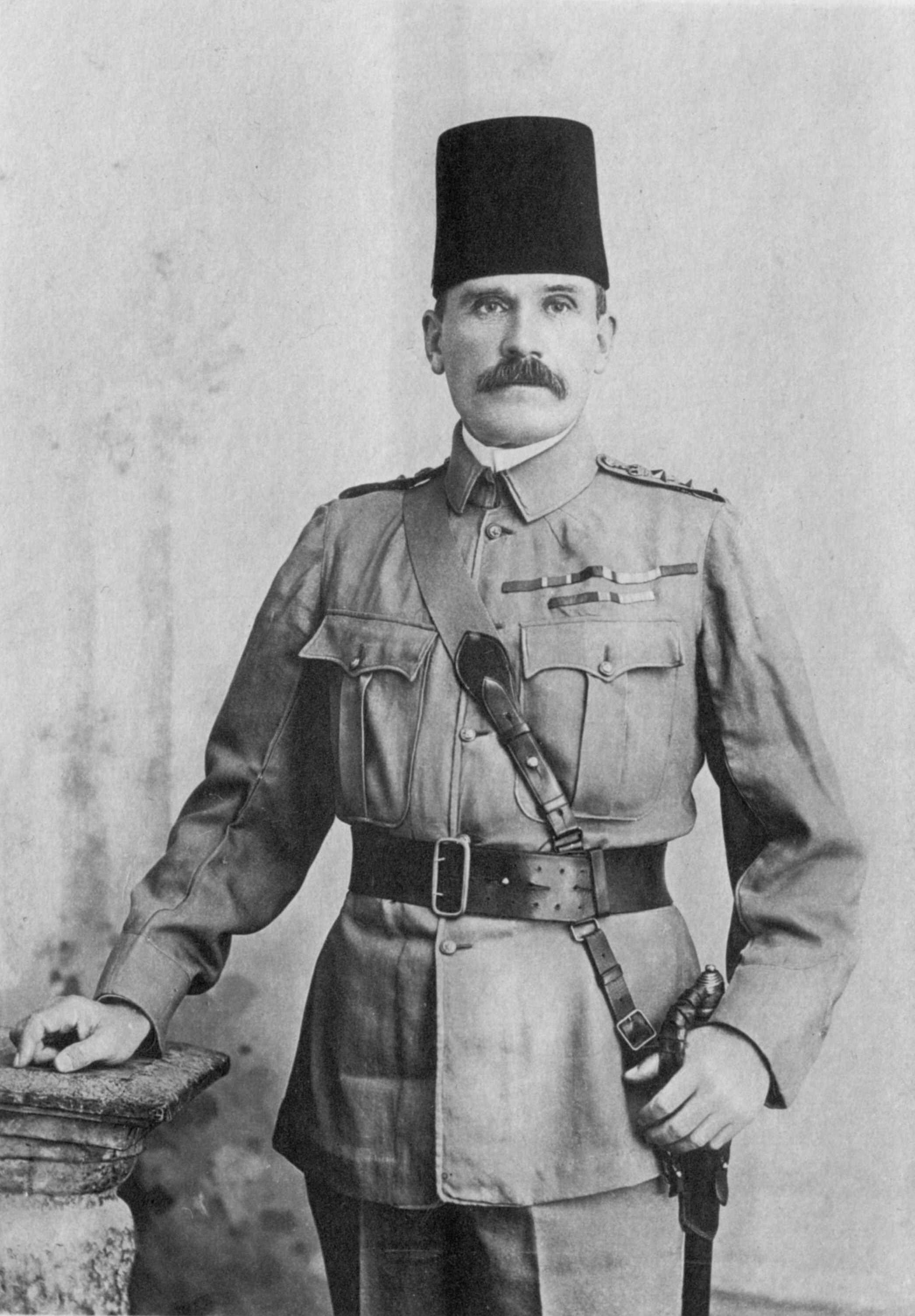
Hector Archibald MacDonald

Sir Hector Archibald MacDonald KCB, DSO (auch: Fighting Mac) (* 13. April 1853 auf Black Isle (Schottland); † 25. März 1903 in Paris) war ein britischer Major-General und kämpfte in verschiedenen britischen Kolonialkriegen, zum Beispiel bei der Niederschlagung des Mahdi-Aufstandes und im Burenkrieg.

## Leben
Hector Archibald MacDonald trat 1870 den 92. (Gordon) Highlanders als einfacher Soldat bei. Als Colour Sergeant nahm er am Zweiten Anglo-Afghanischen Krieg teil und zeichnete sich dabei aus. Er kämpfte im Anschluss im Ersten Burenkrieg. 
Im Zuge der Besetzung Ägyptens 1882 durch britische Truppen, unter General Wolseley, während des Urabi-Aufstandes, wurde die ägyptische Armee in der Schlacht von Tel-el-Kebir zerschlagen. Sie wurde anschließend unter dem Kommando eines britischen Oberbefehlshabers, des Sirdars Evelyn Wood neu aufgebaut. Ab 1885 diente Hector Archibald MacDonald unter Wood und bildete Truppen der ägyptischen Armee aus. Er nahm teil an der Gordon Relief Expedition, zur Rettung von Gordon Pascha und zum Entsatz von Khartum von den Mahdisten in Sudan. 1891 kämpfte er gegen die Mahdisten in der Schlacht von Toski und 1891 bei Tokar gegen Osman Digna. Dafür wurde er zum Major befördert.

MacDonald während des Zweiten Burenkrieges

Ab 1896 kommandierte MacDonald eine ägyptische Brigade der Anglo-Egyptian Nile Expeditionary Force in Kitcheners Feldzug zur Rückeroberung Sudans. In der Schlacht von Firket führte er die 2. Brigade der so genannten River Column. Im Juli 1897 wurde eine Fliegende Kolonne unter Archibald Hunter gebildet, die Abu Hamed einnehmen sollte. MacDonalds Brigade bildete den Hauptteil dieser Kolonne. Vom 29. Juli bis zum 7. August rückten Hunter und MacDonald in Eilmärschen vor und konnte Abu Hamed vor den Entsatztruppen der Mahdisten erreichen. In der Schlacht am Atbara bildete MacDonalds Brigade das Zentrum der britischen Schlachtordnung. In der Schlacht von Omdurman führte er die 1. Brigade der Ägyptischen Division. Nachdem die britischen Truppen zum Gegenangriff übergegangen waren, befanden sich MacDonalds 3.000 Mann in Reserve, ca. eine Meile hinter den Hauptkräften. Hier wurde er von 20.000 Derwischen angegriffen. MacDonald formierte seine Truppen im Halbkreis und schlug den Angriff der Mahdisten, teilweise im Nahkampf, zurück. Damit rettete er den Sieg der Briten in der Schlacht. Für seinen großen Anteil am Sieg wurde er in Großbritannien als „Fighting Mac“ bekannt. Kitchener nannte ihn den „wahren Helden von Omdurman“. Er wurde zum Oberst befördert und bekam 1899 als Generalmajor ein Kommando in Indien.
MacDonald übernahm nach dem Tod von Andrew Gilbert Wauchope von diesem das Kommando über die dritte (Highland) Brigade im Zweiten Burenkrieg. Am 30. Januar 1900 traf er im Lager am Modder River auf seine Brigade. Der ehemalige Colour Sergeant MacDonald exerzierte in den nächsten Tagen mit seinen Einheiten und lernte diese bis in die unteren Ränge kennen. Teilweise übernahm er dabei sogar die Funktion eines Kompaniechefs. Vom 18. bis 27. Februar führte er die Brigade in der Schlacht von Paardeberg und wurde dabei verwundet.
1902 wurde Hector Archibald MacDonald mit dem Kommando über die Truppen auf Ceylon beauftragt. Er erschoss sich 1903 in Paris, weil ihm eine Militärgerichtsverhandlung wegen Kindesmissbrauchs von ceylonesischen Jungen drohte.

## Sonstiges
Jahre nach seinem Tod kam das Gerücht auf, MacDonald sei am Leben und identisch mit dem deutschen Feldmarschall August von Mackensen. Diese Gerüchte begründeten sich auf dem ungefähr gleichen Alter, dem typischen Bart und der Silbe Mac in beiden Namen. 